# Can Ventureta (Figaró-Montmany)
Can Ventureta és una obra noucentista de Figaró-Montmany (Vallès Oriental) inclosa a l'Inventari del Patrimoni Arquitectònic de Catalunya.

## Descripció
L'edifici fa angle entre dos carrers i comparteix una mitgera. Utilitza el desnivell del carrer i presenta diferents alçades a les dues façanes. La façana del Carrer Major consta de planta baixa i tres pisos, i l'altre té un pis menys. De l'angle sobresurt una torre mirador coberta a quatre vessants i coronada per una bola. El pis superior de la torre té finestres d'arc rebaixat. El pis noble té un gran balcó que també fa angle, és d'arc rebaixat. El pis té un gran balcó que també fa angle, és de ferro forjat i amb la coberta de sota de ceràmica. Les obertures tenen emmarcaments d'arc conopial.

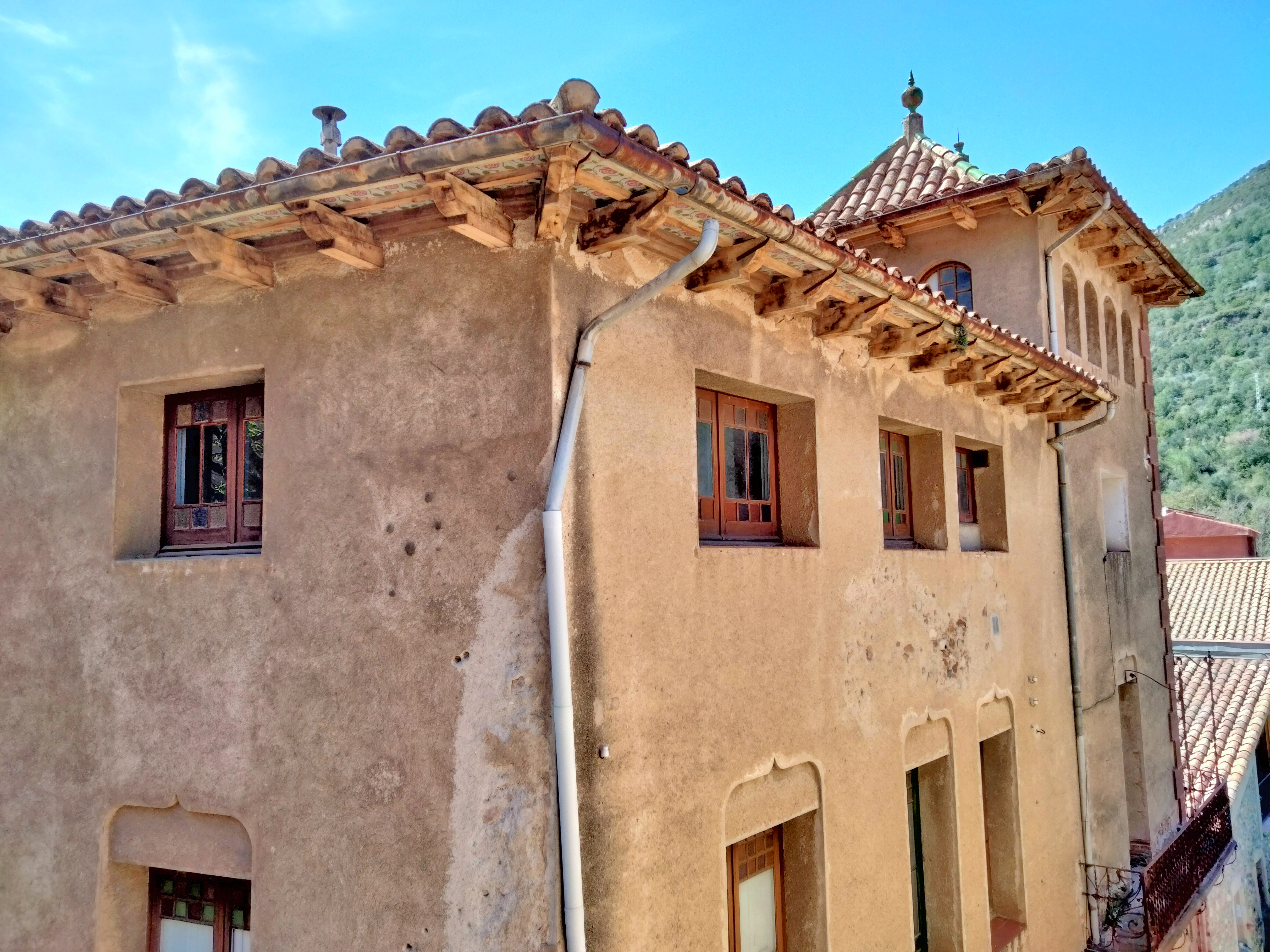
Angle nord-est

## Història
El Figaró és una població amb tradició estiuejant des de la fi del segle xix. A partir d'aquest moment es construeixen moltes cases residencials dins un llenguatge noucentista.